# Campeonato Mundial de Patinaje Artístico sobre Hielo de 1909
El XIV Campeonato Mundial de Patinaje Artístico se realizó en Estocolmo (concurso masculino y por parejas) entre el 7 y el 8 de febrero y en Budapest (concurso femenino) entre el 23 y el 24 de enero de 1909 bajo la organización de la Unión Internacional de Patinaje sobre Hielo (ISU), la Federación Sueca de Patinaje sobre Hielo y la Federación Húngara de Patinaje sobre Hielo. 

## Resultados

### Masculino
| Puesto | Nombre         | País              | Puntos |
| ------ | -------------- | ----------------- | ------ |
| Oro    | Ulrich Salchow | Suecia            | 7      |
| Plata  | Per Thoren     | Suecia            | 10     |
| Bronce | Ernst Herz     | Imperio austríaco | 16     |

### Femenino
| Puesto | Nombre          | País    | Puntos |
| ------ | --------------- | ------- | ------ |
| Oro    | Lily Kronberger | Hungría | 5      |
| Plata  | —               | —       | —      |
| Bronce | —               | —       | —      |

### Parejas
| Puesto | Nombre                            | País        | Puntos |
| ------ | --------------------------------- | ----------- | ------ |
| Oro    | Phyllis Johnson / James Johnson   | Reino Unido | 5,5    |
| Plata  | Valborg Lindahl / Nils Rosenius   | Suecia      | 9,5    |
| Bronce | Gertrud Ström / Richard Johansson | Suecia      | 16     |

## Medallero
| Núm. | País              | Oro | Plata | Bronce | Total |
| ---- | ----------------- | --- | ----- | ------ | ----- |
| 1    | Suecia            | 1   | 2     | 1      | 4     |
| 2    | Hungría           | 1   | 0     | 0      | 1     |
| 2    | Reino Unido       | 1   | 0     | 0      | 1     |
| 4    | Imperio austríaco | 0   | 0     | 1      | 1     |
|      | TOTAL             | 3   | 2     | 2      | 7     |

| Predecesor: Austria-Hungría - Rusia 1908 | Campeonato Mundial de Patinaje Artístico sobre Hielo 1909 | Sucesor: Suiza - Alemania 1910 |

- Datos: Q1318756